# My Cato
Ann My Cato (Norrköping, 25 april 2002) is een voetbalspeelster uit Zweden. Ze speelt als middenvelder voor Crystal Palace F.C. in de FA Women's Super League.

## Clubcarrière
Cato werd geboren in Norrköping en begon met voetballen bij Eneby BK.  Op veertienjarige leeftijd voegde ze zich bij IFK Norrköping DFK, actief op het derde niveau van Zweden. Ze maakte haar debuut op dit niveau in 2016. In 2019 voegde Cato zich bij Kvarnsvedens IK actief in de Elitettan. Na een seizoen maakte ze opnieuw een overstap, ditmaal naar Linköpings FC actief in de Damallsvenskan voorafgaande aan het 2021 seizoen. Wegens weinig perspectief op speeltijd maakte ze datzelfde seizoen nog de huuroverstap terug naar IFK Norrköping DFK waar ze in 24 optredens acht keer tot scoren kwam. In het volgende seizoen speelde ze opnieuw voor Norrköping en hielp ze haar club aan promotie naar de Damallsvenskan door op de tweede plaats te eindigen. In 2023 werd ze benoemd tot aanvoerster van de club.
Op 1 september 2024 tekende Cato een driejarig contract bij het naar de FA Women's Super League gepromoveerde Crystal Palace F.C.. Cato maakte op 17 november 2024 haar eerste doelpunt in de Super League door de openingsgoal te maken in een 3-2 nederlaag in de uitwedstrijd tegen Aston Villa.

## Statistieken
| Seizoen | Club                | Land     | Competitie              | Wedstrijden | Doelpunten |
| ------- | ------------------- | -------- | ----------------------- | ----------- | ---------- |
| 2020    | Kvarnsvedens IK     | Zweden   | Elitettan               | 24          | 2          |
| 2021    | Linköpings FC       | Zweden   | Damallsvenskan          | 0           | 0          |
| 2021    | IFK Norrköping DFF  | Zweden   | Elitettan               | 5           | 0          |
| 2022    | IFK Norrköping DFF  | Zweden   | Elitettan               | 24          | 8          |
| 2023    | IFK Norrköping DFF  | Zweden   | Damallsvenskan          | 26          | 7          |
| 2024    | IFK Norrköping DFF  | Zweden   | Damallsvenskan          | 14          | 0          |
| 2024/25 | Crystal Palace F.C. | Engeland | FA Women's Super League | 9           | 1          |
| Totaal  | Totaal              | Totaal   | Totaal                  | 102         | 18         |

Laatste update: 12 januari 2025

## Interlandcarrière
Cato maakte op 2 oktober 2019 haar debuut voor Zweden -19 in een kwalificatiewedstrijd voor het EK -19 tegen de leeftijdsgenoten van Armenië, waar met 14-0 van werd gewonnen.
Cato werd in de zomer van 2024 voor het eerst opgeroepen voor het Zweedse nationale team. In november 2024 werd ze eveneens opgeroepen voor Zweden -23 en maakte ze haar opwachting in een wedstrijd tegen Engeland -23 op 3 december 2024.